# Four Knights of the Apocalypse
Four Knights of the Apocalypse (黙示録の四騎士?, Mokushiroku no yonkishi, lett. "I quattro cavalieri dell'apocalisse") è un manga shōnen scritto e disegnato da Nakaba Suzuki, serializzato sul Weekly Shōnen Magazine di Kōdansha dal 21 gennaio 2021. Il manga è un sequel di The Seven Deadly Sins - Nanatsu no taizai dello stesso Suzuki. A partire da aprile 2021, il manga viene raccolto in tankōbon. Un adattamento anime è stato trasmesso in Giappone dall'8 ottobre 2023 al 31 marzo 2024. Una seconda stagione è stata trasmessa dal 6 ottobre al 29 dicembre 2024. In Italia, la prima stagione è stata pubblicata dal 31 gennaio 2024 mentre la seconda è stata trasmessa il 30 gennaio 2025.

## Trama
La serie si svolge 16 anni dopo lo scioglimento dei Seven Deadly Sins, e si concentra sul giovane ragazzo di nome Percival, che scopre di essere destinato a far parte di un gruppo di quattro cavalieri che secondo una profezia distruggeranno il mondo. Di conseguenza, preso di mira dalle forze di Camelot, Percival si reca alla ricerca degli altri tre membri dei Quattro Cavalieri.

## Personaggi

### I quattro Cavalieri dell'Apocalisse
I  quattro Cavalieri dell'Apocalisse (黙示録の四騎士?, Mokushiroku no Yonkishi) sono un ordine di Cavalieri Sacri di Liones e i protagonisti titolari della serie. Secondo una profezia, sono destinati a distruggere il Regno Eterno di Camelot creato da Arthur Pendragon.
Percival (パーシバル?, Pāshibaru)
Doppiato da: Shō Komura (ed. giapponese), Alessio De Filippis (ed. italiana)
Il Cavaliere della Morte, è il protagonista. Nato durante la Nuova Guerra Santa, è figlio del Cavaliere Sacro di Camelot Ironside e nipote di Varghese, che lo ha cresciuto in isolamento sul Dito di Dio (神の指?, Kami no Yubi). Dopo la morte del nonno proprio per mano di Ironside, Percival inizia il suo viaggio per la Britannia e scopre così di essere uno dei Cavalieri della Profezia. La sua rara abilità magica, Hope, gli permette di tramutare la speranza dei suoi compagni in magia, che può modellare a piacimento per attaccare, difendersi, volare e persino guarire le ferite. Il giovane, tuttavia, manifesta anche degli strani poteri oscuri, in grado addirittura di sottrarre la forza vitale agli altri esseri viventi attraverso misteriosi incantesimi, quali Xalura N'du (シャルラ•ヌ'ジュ?, Sharura Nu'ju). Dopo averla recuperata e rimodellata, inoltre, Percival impugna una spada costituita dal frammento a forma di drago del Feretro dell'Eterna Oscurità. Una peculiare abilità del suo potere magico è la capacità di creare delle miniature a sua immagine fatte di magia; man mano che il suo potere cresce, queste iniziano a manifestare una coscienza propria, arrivando a generare un'esatta copia di Percival, che rivela al ragazzo la sua vera natura: egli è in realtà uno spirito della vita, entità inizialmente prive di coscienza con lo scopo di portare la vita e la morte in tutte le creature. Anni addietro, lo spirito fu inserito all'interno del corpo di un neonato umano da Ironside per salvare il vero figlio di quest'ultimo, ma gli fu poi sottratto da Varghese, che fuggì; cresciuto con l'amore del nonno adottivo, quindi, Percival ha finito per dimenticare la sua natura e ha acquisito una coscienza umana.
Lancelot (ランセロット?, Ranserotto)
Doppiato da: Kōki Uchiyama (ed. giapponese), Matteo Liofredi (ed. italiana)
Il Cavaliere della Guerra. È il figlio di Ban ed Elaine, pertanto un ibrido umano-fata e principe di Benwick. Dalla madre ha ereditato alcuni dei poteri tipici delle fate, ossia la trasformazione e la capacità di ascoltare i pensieri e il cuore altrui. Incaricato da Meliodas di trovare gli altri membri dei Quattro Cavalieri dell'Apocalisse, assume l'identità di una volpe parlante di nome Sin (シン?, Shin), in modo da agire indisturbato dalle forze di Camelot. Sotto questa forma, incontra Percival e i suoi amici e li aiuta discretamente in varie occasioni, fino a eventualmente rivelare la sua vera identità e condurli a Liones. Da ragazzino, insieme alla sua maestra Jericho, finì per caso in una dimensione alternativa, dove rimase bloccato per anni e ottenne così una forza fisica e magica impressionante; di fatto è l'unico, tra coloro che affrontano Re Arthur quando questi si presenta a Liones, a riuscire a ferirlo. Per lo stesso motivo, è in cerca di un'arma in grado di sopportare il suo immenso potere magico, dato che qualunque arma catalizzi la sua magia si frantuma pochi attimi dopo; in seguito allo scontro con Nanashi nel Regno dei Demoni, l'avversario stesso gli regala la sua spada, affermando che è un'opera di Dabuzu, leggendario artigiano del clan dei giganti. Il suo incantesimo più tipico è Shining Road, che consiste nell'incanalare il suo potere magico in un'arma e lanciare un lampo di luce altamente distruttivo; pare però che il reale potere di Lancelot consista nell'assorbire magia.
Tristan Liones (トリスタン・リオネス?, Torisutan Rionesu)
Doppiato da: Mikako Komatsu (bambino), Ayumu Murase (ed. giapponese), Lorenzo Crisci (ed. italiana)
Il Cavaliere della Pestilenza. È il figlio di Meliodas ed Elizabeth, pertanto è il principe di Liones ed un Nephilim. In quanto tale, possiede sia i poteri tipici del clan delle Dee - come sferrare attacchi di luce e guarire le ferite - sia del clan dei Demoni - come generare potenti attacchi fatti d'oscurità. Tuttavia, il ragazzo è reticente a sfruttare i suoi poteri demoniaci perché, se li utilizza troppo a lungo, perde il controllo e finisce preda dei suoi sentimenti negativi, senza riuscire a tornare normale; in questi casi, l'unico che riesce a fermarlo è Lancelot, colpendolo in pieno con il suo attacco Shining Road. Inoltre, è in grado di utilizzare il Full Counter del padre, anche se in potenza ridotta. Dopo aver incontrato i Sette Peccati Capitali il giorno del suo decimo compleanno, Tristan venne a conoscenza delle loro gesta e sviluppò per loro una profonda ammirazione, seppur da sempre fatichi ad esprimerla nei confronti del padre, anche per via del complicato rapporto che il ragazzo ha con i poteri demoniaci ereditati dal genitore. In quanto principe di Liones, possiede un suo personale ordine di Cavalieri Sacri.
Gawain (ガウェイン?, Gawein)
Doppiata da: Fairouz Ai (ed. giapponese), Jessica Bologna (ed. italiana)
Il Cavaliere della Carestia. Inizialmente creduta una parente di sangue di Arthur Pendragon, in realtà è la figlia adottiva del fratellastro del sovrano di Camelot. Possiede un potere simile al Sunshine di Escanor, che le conferisce una corporatura alta e molto muscolosa; se consumato eccessivo potere magico, tuttavia, muta nel suo vero aspetto, diventando bassa e minuta come una bambina, ma mantenendo caratteristiche come seno e fianchi da adolescente. Brandisce una spada corta con lo stesso nome dell'ascia divina di Escanor, Rhitta; inoltre, conosce una vasta gamma di incantesimi di alto livello. Sebbene la storia non abbia ancora indagato sulla sua identità sessuale o sulle sue relazioni romantiche, Gawain mostra apertamente interesse per altre ragazze, in particolare Isolde, cosa che la porta ad avere un rapporto di rivalità con Tristan.

### Plotone di Percival
Il Plotone di Percival (パーシバル隊?, Pāshibaru-tai) è costituito dai compagni di viaggio incontrati da Percival durante il suo viaggio verso Liones, nominati Cavalieri Sacri da Meliodas dopo l'attacco di Arthur al regno.
Donny (ドンニー?, Donni)
Doppiato da: Kikunosuke Toya (ed. giapponese), Francesco Leone Valeri (ed. italiana)
Un codardo apprendista Cavaliere Sacro, poi rivelato essere il nipote di Howzer, che si unisce a Percival per caso mentre viaggia come parte di una compagnia circense. Ha il potere della telecinesi, che inizialmente scambia per un'abilità che fa semplicemente fluttuare gli oggetti sul posto, ed è un abile impugnatore di coltelli.
Nasiens (ナシエンス?, Nashiensu)
Doppiato da: Aino Shimada (ed. giapponese), Alessandra Cerruti (ed. italiana)
Un erborista di Echo Gorge che lavora nella creazione di farmaci e veleni, fa amicizia con Percival e lo vede affettuosamente come la sua cavia. La sua magia è "Mix Venom", che gli permette di consumare in sicurezza qualsiasi veleno e crearne uno proprio con varie proprietà, a volte incantando con loro il suo pugnale "Henbane" e la sua spada corta "Belladonna". Successivamente, durante il suo soggiorno nella foresta del re delle fate scoprirà di non essere un umano, bensì una fata nonché figlio di King e Diane, rispettivamente Re delle Fate e Regina dei Giganti, e di essere stato vittima di uno scambio da bambino. A causa dei suoi geni fatati, non ha un genere, in queanto le fate non hanno un genere fino a quando non si innamorano di qualcuno. Nella serie, Nasiens rivela di provare dei sentimenti per Percival.
Anghalhad (アングハルハッド?, Anguharuhaddo)
Doppiato da: Kanna Nakamura (ed. giapponese), Emma Grasso (ed. italiana)
Soprannominata "Anne" (アン?, An), è la figlia del governatore della città di Sistana, aspirante Cavaliere Sacro e schermitrice. Ha il dono di percepire quando gli altri mentono o hanno intenzioni nascoste, rendendola diffidente nei confronti degli altri, ma impara a superare il suo scetticismo quando incontra Percival, a cui manca il senso dell'inganno, e verso cui svilupperà dei sentimenti. Successivamente a Liones il suo potere si svilupperà in modo tale che chiunque menta al suo cospetto, compresa lei, verrà schiacciato ed immobilizzato a terra.

### Plotone di Tristan
Chion (キオン?, Kion)
Doppiato da: Sōma Saitō (ed. giapponese), Alessandro Valeri (ed. italiana)
È un membro del plotone di Tristan e il figlio di Gilthunder e Margareth. È devoto al suo principe e cugino, ma tratta gli altri Cavalieri dell'Apocalisse con sospetto poiché ha sempre in mente lo scenario peggiore. Ha il potere di evocare spiriti elementali. Il suo atteggiamento negativo è dovuto in gran parte all'influenza inquietante che Vivian ha avuto su di lui durante i momenti critici della sua infanzia.
Isolde (イソルデ?, Isorude)
Doppiata da: Atsumi Tanezaki (ed. giapponese), Annamaria Laviola (ed. italiana)
È un cavaliere sacro di sesso femminile alta quasi due metri con la capacità di creare esplosioni. È capricciosa e prova affetto nei confronti di Tristan, ma è insicura a causa della sua altezza. È amica di Gawain e si accorge dell'attrazione che quest'ultima prova per lei, anche se non gli presta attenzione.
Jade (ジェイド?, Jeido)
Doppiato da: Shūgo Nakamura (ed. giapponese), Ugo De Cesare (ed. italiana)
Amico d'infanzia di Chion e Isolde, per la quale ha segretamente una cotta. Per quanto provi assoluto rispetto per Tristan, il fatto che Isolde lo preferisca a lui e che il principe abbia il potere di proteggerla come lui vorrebbe glielo rende insopportabile. Il suo potere è Monocrome, che gli permette di creare lampi di luce abbaglianti o sfere di oscurità, entrambi allo scopo di impedire la vista. Muore per mano di Macduff, un cavaliere al servizio di Arthur, mettendosi tra Isolde e il colpo del nemico.

### Regno di Camelot
Dopo essere stato distrutto nel corso della serie precedente, Arthur usa i suoi poteri acquisiti come Re del Caos per ricostruire Camelot come un "regno eterno", aiutato dalla maga e consigliera Merlin. Camelot funge da forza antagonista nella serie, in quanto il gruppo dei Quattro Cavalieri è stato indicato da una profezia come coloro che uccideranno Arthur.
Ironside (イロンシッド?, Ironshiddo)
Doppiato da: Toshiyuki Morikawa (ed. giapponese), Ruggero Andreozzi (ed. italiana)
Noto come "Cavaliere Rosso" e "Ironside l'Assassino", è un cavaliere di Camelot che crede che le sue azioni siano giustificate da bene superiore ed è il padre di Percival. Dopo essere fuggito da Camelot durante la Guerra Santa dopo aver tradito Arthur, Ironside riprese la sua posizione nei cavalieri di Camelot e si sforzò di impedire la profezia dei Quattro Cavalieri dell'Apocalisse uccidendo suo padre Varghese prima di apprendere che Percival fosse la sua preda designata. Abile spadaccino, il suo potere magico gli permette di creare squarci a forma di croce sui suoi bersagli, potendone regolare le dimensioni, fino a coprire parte di una montagna. Egli ha un figlio, Diodora, nato con una malattia che lo ucciderebbe rapidamente se non mantenuto all'interno di Camelot: in passato aveva infuso un spirito vitale, entità priva di coscienza, nel corpo di un deceduto Percival (trovato morto in un incidente, implicitamente causato dal cavaliere stesso), rianimandolo e pensandolo come rimpiazzo pressoché immortale per il corpo di Diodora; Varghese, disgustato dall'azione, avrebbe poi disertato portandosi via Percival e crescendolo come suo nipote.
Pellegarde (ペルガルド?, Perugarudo)
Doppiato da: Rikiya Koyama (ed. giapponese), Luca Graziani (ed. italiana)
Cavaliere di Camelot con il titolo di "Cavaliere Nero" che si interessa a Percival con l'intento di addestrare il ragazzo. Nonostante il suo modo di fare amichevole, è un temibile mago e guerriero, tanto da tenere testa a Gawain senza incantesimi, con la sua sola abilità nel corpo a corpo. Sebbene sia dalla parte di Arthur, sembra sinceramente interessato al futuro di Percival, tanto da tentennare quando il ragazzo gli propone di tradire Camelot. Combatte con una mazza ferrata ed il suo potere magico Pyre gli permette di creare palle di fuoco ed esplosioni, le cui fiamme possono essere spente solo da Pellegarde stesso.
Talisker (タリスカー?, Tarisukā)
Doppiato da: Setsuji Satō (ed. giapponese), Sacha De Toni (ed. italiana)
Talisker è un Cavaliere Sacro di Camelot con il titolo di "Cavaliere d'Ambra" che risiede a Echo Gorge. Ha trasformato il padre adottivo di Nasiens e Dolores, Orso, in una creatura del Caos, dopo il rifiuto di quest'ultimo di non fornire più cure mediche alle razze non umane. La sua magia Calamità gli permette di controllare il tempo atmosferico. Successivamente è stato eliminato da Percival.
Ardbeg (アードベック?, Ādobeggu)
Doppiato da: Wataru Takagi (ed. giapponese), Fabrizio Picconi (ed. italiana)
Ardbeg è un Cavaliere Sacro di Camelot il cui villaggio è stato distrutto dai demoni durante la nuova Guerra Santa con sua figlia uccisa durante il raid. Avendo promesso di eliminare i demoni dalla Britannia, fu avvicinato da Arthur e si unì alla sua causa. Il suo potere magico Reverse gli permette di far regredire qualsiasi bersaglio vivente entro cinquanta metri alle loro forme infantili. Comanda anche un famiglio del Caos chiamato Cernunnos (チェルヌンノス?, Cherunun'nosu), che assume la forma di un cane di nome Kellie (ケリー?, Kerī). Riesce a indurre Anne e Nasiens a rimuovere la barriera che maschera un villaggio popolato da demoni pacifici, sigillando i demoni prima di tentare nell'uccidere Percival usando Cernunnos. Quando viene sconfitto, inabilita il gruppo di Percival con la sua magia, che li rende bambini. L'anziano del villaggio, che si rivela essere Gowther sotto mentite spoglie, arriva e rivela di essere venuto alla grotta per ricongiungersi con sua figlia. Tenta di minacciarlo gettando Percival e Anne da un dirupo prima che Gowther evochi l'illusione della figlia dell'uomo per fermarlo, e questi si rende conto che Arthur potrebbe non essere in grado di riportare in vita sua figlia come ricordava. Subito dopo aver deciso di lasciare Camelot, si sacrifica per salvare Anne, fortemente somigliante alla figlia dell'uomo, dall'attacco di Tamdhu.
Caos Melascula e Caos Galand (カオス メラスキュラ e カオス ガラン?, Kaosu Merasukyura Kaosu Garan)
Doppiati da: M.A.O e Hiroshi Iwasaki (ed. giapponese), Emanuela Ionica e Davide Marzi (ed. italiana)
Ex membri dei Dieci Comandamenti, sconfitti sedici anni prima dai Sette Peccati Capitali, ora potenziati dal Caos e controllati mentalmente da Arthur. Il primo ha una pelle immune agli attacchi, la seconda combatte con una creatura formata da anime dei clan delle dee e dei demoni, oltre a potersi trasformare in un gigantesco serpente.
Sconfitti dai Cavalieri, usano un bastone del Caos per fondersi in Melagaland (メラガラン?, Meragaran), un abominio che rimescola insieme vari aspetti dei due demoni. In grado di secernere una neurotossina che distorce i sensi, poi resa inefficace da Nasiens, viene sconfitto e fatto a pezzi involontariamente da Tristan, incapace di controllarsi nella sua forma demoniaca.
Jericho (ジェリコ?, Jeriko)
Doppiata da: Marina Inoue (ed. giapponese), Beatrice Margiotti (ed. italiana)
Ex cavaliere di Liones e maestra di Lancelot, venne intrappolata con lui in un'altra dimensione per tre anni, dove si innamorò del suo giovanissimo apprendista. Consapevole di quanto fossero sbagliati i suoi sentimenti per un ragazzo così giovane, divenne cavaliere di Camelot quando Arthur le promise di creare un mondo adatto ai suoi desideri, con un Lancelot adulto e innamorato di lei.
Teaninich (ティーニニック?, Tīninikku)
Doppiata da: Michiko Kaiden (ed. giapponese)
Cavaliere Sacro di Camelot. La sua magia le permette di controllare qualsiasi piccolo animale nel suo raggio d'azione. Successivamente viene catturata dal gruppo dei cavalieri dell'Apocalisse e viene uccisa da un incantesimo di Arthur mentre tenta di fuggire di nuovo a Camelot, per evitare di rilevare informazioni sul regno.
Macduff (マクダフ?, Makudafu)
Doppiato da: Kenji Nomura (ed. giapponese)
Cavaliere Sacro di Camelot. La sua magia gli permette di cancellare tutti i suoni. Riesce a uccidere Jade prima di essere costretto a fuggire. È stato ucciso da Chion.

### Altri
Varghese (バルギス?, Barugisu)
Doppiato da: Akio Ōtsuka (ed. giapponese), Emanuele Durante (ed. italiana)
Varghese è il nonno di Percival e padre di Ironside. È stato un cavaliere sacro di Camelot, poi è andato a vivere sul monte God's Finger con Percival. Insegnò al nipote a cacciare, allenandolo personalmente nel combattimento e facendogli ottenere una notevole forza fisica, oltre a narrargli le meraviglie del mondo per spronarlo ad andare all'avventura. Creduto un Cavaliere della profezia, viene ucciso dal figlio.
Guinevere (ギネヴィア?, Ginevia)
Doppiata da: Sumire Morohoshi (ed. giapponese), Veronica Cuscusa (ed. italiana)
Enigmatica principessa di Cameliat, luogo poco lontano dai resti dell'originale Camelot, possiede il potere magico Caleidoscope, che le permette di conoscere, a sprazzi ma con assoluta precisione, il suo futuro. Si presenta a Lancelot come la sua futura amante e afferma di conoscere buona parte della sua stessa vita fino alla sua morte a 71 anni. Viene rapita da Ironside e portata a Camelot, dove Arthur la costringe a rivelarle il futuro, che lo vede sconfitto dai Cavalieri della profezia, nel tentativo di cambiarlo.

## Media

### Manga
Four Knights of the Apocalypse è stato ufficialmente annunciato per la prima volta nel 17º numero del Weekly Shōnen Magazine, il 25 marzo 2020, stesso giorno della pubblicazione dell'ultimo capitolo de The Seven Deadly Sins. Il manga inizia la sua pubblicazione sul 9º numero del Magazine, il 27 gennaio 2021. A partire da aprile dello stesso anno, il manga inizia ad essere raccolto in tankōbon, con la pubblicazione del primo volume il 16 aprile.
In Italia la serie è stata annunciata al Lucca Comics & Games 2021 da Star Comics la quale pubblica la serie a partire dal 2 marzo 2022 nella collana Stardust. La traduzione dei testi è curata da Michela Riminucci, mentre il lettering è realizzato da Lorenzo Armaroli.

#### Volumi
| 1  | 16 aprile 2021 | ISBN 978-4-06-522982-8 | 2 marzo 2022      | ISBN 978-88-226-3105-3                                                      |
| 1  | Capitoli - 1. Un ragazzo in partenza (少年は旅立つ?, Shōnen wa tabidatsu) - 2. Un incontro inatteso (邂逅?, Kaikō) - 3. L'indizio sul padre (父の手がかり?, Chichi no tegakari) - 4. Un potere sconosciuto (未知なる力?, Michinaru chikara) - 5. I Quattro Cavalieri dell'Apocalisse (黙示録の四騎士?, Mokushiroku no yonkishi) |                        |                   |                                                                             |
| 1  | Trama Un giovane di nome Percival vive con suo nonno Varghese in cima a un'isola sopra le nuvole conosciuta come "God's Finger". Nel giorno del sedicesimo compleanno di Percival, Varghese viene ferito a morte da un cavaliere in armatura rossa che cerca di impedire l'arrivo di quattro individui profetizzati noti come i Quattro Cavalieri dell'Apocalisse. Prima di morire, Varghese rivela che il suo assassino è il padre di Percival, Ironside, un cavaliere sacro di Camelot. Scendendo dall'isola in cerca di risposte, Percival trova dei compagni di viaggio nella misteriosa volpe parlante Sin e in un artista di strada di nome Donny.                                    |                        |                   |                                                                             |
| 2  | 17 giugno 2021 | ISBN 978-4-06-523579-9 | 4 maggio 2022     | ISBN 978-88-226-3197-8                                                      |
| 2  | Capitoli - 6. La destinazione successiva (目指すべき場所?, Mezasubeki basho) - 7. Il demonio della Valle dell'Eco (木霊の谷の悪魔?, Kodama no tani no akuma) - 8. Percival, la cavia (パーシバル 実験台になる?, Pāshibaru morumotto ni naru) - 9. Il ragazzo dei veleni (調毒少年?, Chōdoku shōnen) - 10. Colui che calpesta i cuori (心踏みにじりし者?, Kokoro fuminijirishi-mono) - 11. L'ira di Percival (パーシバルの怒り?, Pāshibaru no ikari) - 12. It's showtime! (IT'S SHOWTIME!!?) - 13. Un'ulteriore decisione (さらなる決意?, Sara naru ketsui) - 14. La fanciulla solitaria (孤独の令嬢?, Kodoku no reijō)                                                                      |                        |                   |                                                                             |
| 3  | 17 settembre 2021 | ISBN 978-4-06-524838-6 | 29 giugno 2022    | ISBN 978-88-226-3319-4                                                      |
| 3  | Capitoli - 15. Anghalhad la sognatrice (夢見るアングハルハッド?, Yumemiru Anguharuhaddo) - 16. Sistana trema (戦慄のシスタナ?, Senritsu no Shisutana) - 17. Contro il male (悪との対峙?, Aku to no taiji) - 18. Pronti a tutto (戦いへの覚悟?, Tatakai e no kakugo) - 19. L'atto malvagio (悪の所業?, Aku no shogyō) - 20. Il nome del potere (その魔力の名は?, Sono maryoku no na wa) - 21. Hope (希望?, Hōpu) - 22. Piccoli eroi (幼き勇者たち?, Osanaki yūsha-tachi) - 23. Arthur Pendragon (アーサー・ペンドラゴン?, Āsā Pendoragon) |                        |                   |                                                                             |
| 4  | 17 novembre 2021 | ISBN 978-4-06-525999-3 | 31 agosto 2022    | ISBN 978-88-226-3421-4                                                      |
| 4  | Capitoli - 24. Chi è il leader?! (リーダーは誰だ！？?, Rīdā wa dare da!?) - 25. L'emozionante visita a Cant (わくわくカント探訪?, Wakuwaku kanto tanbō) - 26. Zio e nipote (叔父と甥?, Oji to oi) - 27. Maestro e allievo (師と弟子?, Shi to deshi) - 28. Il ruggito della distruzione (破滅の咆哮?, Hametsu no hōkō) - 29. Il ragazzo fa una scelta (少年の決意?, Shōnen no ketsui) - 30. Soffia vento di tempesta (吹き荒ぶ嵐?, Fukisusabu arashi) - 31. Un vero Cavaliere Sacro (本物の聖騎士?, Honmono no seikishi) - 32. I monti della paura (おそろしの山?, Osoroshi no yama) |                        |                   |                                                                             |
| 5  | 17 gennaio 2022 | ISBN 978-4-06-526601-4 | 28 ottobre 2022   | ISBN 978-88-226-3598-3                                                      |
| 5  | Capitoli - 33. Il banchetto demoniaco (魔宴?, Maen) - 34. La natura svelata (さらけ出された本性?, Sarakedasareta honshō) - 35. L'esperimento malvagio (邪悪なる試み?, Jaaku naru kokoromi) - 36. Cernunnos, la bestia mitologica (幻獣ケルヌンノス?, Genjū Kerununnosu) - 37. Con le spalle al muro (追いつめられる者?, Oitsumerareru-mono) - 38. La salvezza (救済?, Kyūsai) - 39. Goat Sin (ゴート・シン?, Gōto Shin) - 40. Il terrificante attacco (恐るべき襲撃者たち?, Osorubeki shūgekisha-tachi) - 41. La frattura (亀裂?, Kiretsu) |                        |                   |                                                                             |
| 6  | 17 marzo 2022 | ISBN 978-4-06-527286-2 | 4 gennaio 2023    | ISBN 978-88-226-3756-7                                                      |
| 6  | Capitoli - 42. I Talismani dell'Oscurità (闇のタリスマン?, Yami no Tarisuman) - 43. Ha inizio una battaglia impegnativa (激闘のはじまり?, Gekitō no hajimari) - 44. Pecorelle senza via di fuga (迷える子供たち?, Mayoeru kodomo-tachi) - 45. Consigli (騎士道?, Kishidō) - 46. Presa di coscienza (気づき?, Kizuki) - 47. Disperazione finale (追い撃ちする絶望?, Oiuchi-suru zetsubō) - 48. Addio, Sin (シンとの別れ?, Shin to no wakare) - 49. Lancelot (ランスロット?, Ransurotto) - 50. Sconcerto (とまどい?, Tomadoi) |                        |                   |                                                                             |
| 7  | 17 maggio 2022 | ISBN 978-4-06-527911-3 | 15 marzo 2023     | ISBN 978-88-226-3866-3 (ed. regolare) ISBN 978-88-226-3963-9 (ed. limitata) |
| 7  | Capitoli - 51. Il re di Liones (リオネス王?, Rionesu ō) - 52. Meliodas e Percival (メリオダスとパーシバル?, Meriodasu to Pāshibaru) - 53. Triple Trouble (トリプルトラブル?, Toripuru Toraburu) - 54. Il piano malvagio (奸計?, Kankei) - 55. Tristan (トリスタン?, Torisutan) - 56. L'incontro tra i cavalieri della profezia (予言の騎士の邂逅?, Yogen no kishi no kaikō) - 57. Liones Panic (リオネス・パニック?, Rionesu Panikku) - 58. Presagio di sventura (忍びよる不吉?, Shinobi yoru fukitsu) - 59. Preso per il naso (手玉にとられる男?, Tedama ni torareru otoko) |                        |                   |                                                                             |
| 8  | 17 agosto 2022 | ISBN 978-4-06-528656-2 | 26 aprile 2023    | ISBN 978-88-226-4044-4                                                      |
| 8  | Capitoli - 60. Liones incandescente (灼熱のリオネス?, Shakunetsu no Rionesu) - 61. La quarta (４人目現る?, Yoninme Arawaru) - 62. L'alba di una nuova leggenda (新たなる伝説のはじまり?, Aratanaru densetsu no hajimari) - 63. Domare un cavallo pazzo (じゃじゃ馬ならし?, Jajauma narashi) - 64. I vendicatori (復讐者たち?, Fukushū sha-tachi) - 65. L'incubo ritorna (悪夢は再び?, Akumu wa futatabi) - 66. Il giudizio (品定め?, Shinasadame) - 67. Cavalieri dell'Apocalisse VS. Apostoli del Caos (＜黙示録の四騎士＞VS.混沌の使徒?, Mokushiroku no Yonkishi VS. konton no shito) - 68. Nefilim (ネフィリム?, Nefirimu)                                                               |                        |                   |                                                                             |
| 9  | 17 novembre 2022 | ISBN 978-4-06-529487-1 | 28 giugno 2023    | ISBN 978-88-226-4163-2                                                      |
| 9  | Capitoli - 69. Eminenze grigie (暗躍する者?, An'yaku suru mono) - 70. La lama del tradimento (裏切りの刃?, Uragiri no yaiba) - 71. La metamorfosi di un'amica (友の変貌?, Tomo no henbō) - 72. Cuore di fuoco e ghiaccio (凍てつき燃ゆる心?, Itetsuki moyuru kokoro) - 73. Il demone Melagaland (悪魔のメラガラン?, Akuma no Meragaran) - 74. Resistenza disperata (必死の抵抗?, Hisshi no teikō) - 75. Cavalieri Sacri del Regno VS. Melagaland (王国聖騎士vs.メラガラン?, Ōkoku sei kishi vs. Meragaran) - 76. Avvento (降臨?, Kōrin) - 77. L'autorità del re (王の威光?, Ō no ikō) |                        |                   |                                                                             |
| 10 | 17 gennaio 2023 | ISBN 978-4-06-529938-8 | 6 settembre 2023  | ISBN 978-88-226-4343-8                                                      |
| 10 | Capitoli - 78. L'orgoglio del re (王の誇り?, Ō no hokori) - 79. Hyperion (ハイペリオン?, Haiperion) - 80. Re Arthur VS. Lancelot (アーサー王VS.ランスロット?, Āsā-ō VS. Ransurotto) - 81. Al termine della battaglia... (戦いは終わった…!?, Tatakai wa owatta…!) - 82. A ciascuno il suo dilemma (それぞれの葛藤?, Sorezore no kattō) - 83. La decisione di separarsi (別れの決意?, Wakare no ketsui) - 84. Nasce la Squadra Percival! (時代の変わり目?, Jidai no kawarime) - 85. Umore nero (暗鬱?, An'utsu) - 86. Germogli (芽生え?, Mebae) |                        |                   |                                                                             |
| 11 | 16 marzo 2023 | ISBN 978-4-06-530933-9 | 31 ottobre 2023   | ISBN 978-88-226-4358-2                                                      |
| 11 | Capitoli - 87. Guinevere (ギネヴィア?, Ginevia) - 88. Departure (Departure?) - 89. Quattro Cavalieri in partenza! (四騎士始動!!?, Yonkishi shidō!!) - 90. L'arrivo della sposa (花嫁の出迎え?, Hanayome no demukae) - 91. Situazione di stallo (対峙?, Taiji) - 92. L'emozionante ricerca a Wallnack (どきどきウォルナック探訪?, Dokidoki Uorunakku tanbō) - 93. Il madrigale della giovinezza (青春マドリガル?, Seishun Madorigaru) - 94. Nella notte di preghiera (祈りの夜の出来事?, Inori no yoru no dekigoto) - 95. I sicari della notte (闇夜の刺客?, Yamiyo no shikaku) |                        |                   |                                                                             |
| 12 | 15 giugno 2023 | ISBN 978-4-06-531567-5 | 9 gennaio 2024    | ISBN 978-88-226-4444-2                                                      |
| 12 | Capitoli - 96. Battaglia nella città-muraglia (バトルシティ?, Batoru Shiti) - 97. Contrattacco (鳴り止まぬ鎮魂歌?, Nariyamanu Rekuiemu) - 98. Requiem silenzioso (おとずれる死?, Otozureru shi) - 99. Parole non dette (言えなかった言葉?, Ienakatta kotoba) - 100. La fiamma del ricordo (追想の炎?, Tsuisō no honō) - 101. Il cuore che scricchiola (軋むココロ?, Kishimu kokoro) - 102. Il re folle (狂王?, Kyō-ō) - 103. Avanti verso il mondo dei demoni (いざ魔界へ?, Iza makai e) - 104. L'ingresso nel mondo dei demoni (魔界への侵入?, Makai e no shinnyū) |                        |                   |                                                                             |
| 13 | 17 agosto 2023 | ISBN 978-4-06-532614-5 | 5 marzo 2024      | ISBN 978-88-226-4576-0                                                      |
| 13 | Capitoli - 105. L'accoglienza nel mondo demoniaco (魔界の歓迎?, Makai no kangei) - 106. Il salvatore (救い主様?, Sukuinushi-sama) - 107. La solitudine del cavallo pazzo (じゃじゃ馬の孤独?, Jajauma no kodoku) - 108. La piaga di Behemoth (災いのベヒモス?, Wazawai no Behimosu) - 109. Una settimana di fuoco (試される一週間?, Tamasareru isshūkan) - 110. Per diventare forti (強さを求めて?, Tsuyosa o motomete) - 111. Meglio di ieri, meglio di oggi (昨日の自分より 今日の自分より?, Kinō no jibun yori, kyō no jibun yori) - 112. Cuori in subbuglio (揺れるココロ?, Yureru kokoro) - 113. Zarula 'ndu (ツァルラ・ンドゥ?, Tsarura Ndu)                                           |                        |                   |                                                                             |
| 14 | 17 ottobre 2023 | ISBN 978-4-06-533154-5 | 30 aprile 2024    | ISBN 978-88-226-4759-7                                                      |
| 14 | Capitoli - 114. Comincia la missione (任務開始?, Ninmu kaishi) - 115. Battaglia sull'Albion (アルビオン攻防戦?, Arubion kōbōsen) - 116. Il ragazzo del destino (宿命の少年?, Shukumei no shōnen) - 117. Vaz zigra (ヴァズ・ジグラ?, Vazu Jigura) - 118. L'inizio della battaglia (開戦の火蓋?, Kaisen no hibuta) - 119. Scontro! Scontro! Scontro! (激突!! 激突!! 激突!!?, Gekitotsu!! Gekitotsu!! Gekitotsu!!) - 120. Il banchetto dei guerrieri eccezionali (強者たちの宴?, Tsuwamono-tachi no utage) - 121. Se non ci pensi tu, chi lo farà? (キミがやらずに誰がやる?, Kimi ga yarazu ni dare ga yaru) - 122. Difettoso (できそこない?, Dekikosonai)                                     |                        |                   |                                                                             |
| 15 | 17 gennaio 2024 | ISBN 978-4-06-534182-7 | 25 giugno 2024    | ISBN 978-88-226-4973-7                                                      |
| 15 | Capitoli - 123. Determinazione (不退転?, Futaiten) - 124. Il dominio degli esperti (達人領域?, Tatsujin ryōiki) - 125. I cavalieri della guerra (〈戦争〉の騎士?, 〈Sensō〉 no kishi) - 126. La preghiera (祈り?, Inori) - 127. Il giorno in cui sei nato (キミが生まれた日?, Kimi ga umareta hi) - 128. Il giorno in cui sei scomparso (君が消えた日?, Kimi ga kieta hi) - 129. L'invasione (侵攻?, Shinkō) - 130. Fox Sin (〈強欲の扉〉?, Fokkusu Shin) - 131. In cerca di una speranza (希望を探して?, Kibō o sagashite) |                        |                   |                                                                             |
| 16 | 17 aprile 2024 | ISBN 978-4-06-535177-2 | 10 settembre 2024 | ISBN 978-88-226-5087-0                                                      |
| 16 | Capitoli - 132. La resistenza (抗う者たち?, Aragau mono-tachi) - 133. Tagliati in due (両断?, Ryōdan) - 134. Stranger (ストレンジャー?, Sutorenjā) - 135. Il dialogo (対話?, Taiwa) - 136. L'accerchiamento si stringe (まる包囲網?, Maru hōimō) - 137. Il bosco dell'accidia e dell'invidia (怠惰と嫉妬の森?, Taida to shitto no mori) - 138. Nasiens della Foresta del Re dei Folletti (妖精王の森のナシエンス?, Yōsei ō no mori no Nashiensu) - 139. Sofferenza invisibile (見えざる苦しみ?, Miezaru kurushimi) - 140. Il vero aspetto (真実の姿?, Shinjitsu no sugata) |                        |                   |                                                                             |
| 17 | 17 giugno 2024 | ISBN 978-4-06-535783-5 | 3 dicembre 2024   | ISBN 978-88-226-5321-5                                                      |
| 17 | Capitoli - 141. L'antica medicina sacra (いにしえの秘薬?, Inishie no hiyaku) - 142. Un triste incontro (悲しきすれちがい?, Kanashiki surechigai) - 143. Tragedia (悲劇?, Higeki) - 144. Crepe (亀裂?, Kiretsu) - 145. Battaglia in famiglia (家族の戦い?, Kazoku no tatakai) - 146. L'amore scioglie le maledizioni come ghiaccio (愛は氷の如く呪いを溶かす?, Ai wa kōri nogotoku noroi o tokasu) - 147. Divario di capacità (実力差?, Jitsuryoku-sa) - 148. Nubi nere incombono (たれこめる暗雲?, Tarekomeru an'un) - 149. Devastazione (蹂躙?, Jūrin) |                        |                   |                                                                             |
| 18 | 17 settembre 2024 | ISBN 978-4-06-536519-9 | 4 marzo 2025      | ISBN 978-88-226-5518-9                                                      |
| 18 | Capitoli - 150. La speranza della prossima generazione (次代の希望?, Jidai no kibō) - 151. Altro che tragedia (それは決して悲劇ではない?, Sore wa kesshite higekide wanai) - 152. Il ritorno (復活?, Fukkatsu) - 153. Verso una nuova avventura (新たなる冒険へ?, Aratanaru bōken e) - 154. La separazione (決別?, Ketsubetsu) - 155. Di nuovo insieme (再結成?, Sai kessei) - 156. In cerca dei compagni (仲間を求めて?, Nakama wo motomete) - 157. Il legame della vita (引き合う命?, Hikiau inochi) - 158. Impossibile cambiare (素直になれなくて?, Sunao ni narenakute) |                        |                   |                                                                             |
| 19 | 15 novembre 2024 | ISBN 978-4-06-537435-1 | 3 giugno 2025     | ISBN 978-88-226-5681-0                                                      |
| 19 | Capitoli - 159. Nella nave sul mare di nuvole (その腕?, の中で, Kaina no naka de) - 160. Dab il cuoco (アンヌヴンへ?, An'nuvun e) - 161. Una curiosa riunione (奇妙な再会?, Kimyōna saikai) - 162. Gli ambiziosi (渇望する者たち?, Katsubō suru mono-tachi) - 163. La danza folle (狂宴に舞う?, Kyō utage ni mau) - 164. I partecipanti sono... (勝ち残るのは…?, Kachinokoru no wa…) - 165. Faccia a faccia coi ricordi (組み合わせ発表!!?, Kumiawase happyō!!) - 166. Dolce notte (ヒリヒリ?, Hirihiri) - 167. Percival VS. Gareth (パーシバルvs.ガレス?, Pāshibaru vs. Garesu) |                        |                   |                                                                             |
| 20 | 17 febbraio 2025 | ISBN 978-4-06-538418-3 | 9 settembre 2025  | ISBN 978-88-226-6271-2                                                      |
| 20 | Capitoli (traduzioni letterali dei titoli) - 168. Gli spadaccini gemelli (双子の剣士?, Futago no kenshi) - 169. Donny VS. Mystery Package (ドニーvs.福袋?, Donī vs. Misuterī Pakkēji) - 170. Anne VS. Diodora (アンvs.ディオドラ?, An vs. Diodora) - 171. Rabbia (怒り?, Ikari) - 172. Nasiens VS. Rothes (ナシエンスvs.ロセス?, Nashiensu vs. Rosesu) - 173. Il dialogo (対話?, Taiwa) - 174. Gawain VS. Turret (ガウェインvs.タレット?, Gawein vs. Taretto) - 175. Come eliminare uno stregone (術士の仕留め方?, Jutsu-shi no shitome-kata) - 176. Howzer VS. Balin (ハウザーvs.バリン?, Hauzā vs. Barin)                                                                                 |                        |                   |                                                                             |
| 21 | 16 aprile 2025 | ISBN 978-4-06-539096-2 | —                 | —                                                                           |
| 21 | Capitoli (traduzioni letterali dei titoli) - 177. Una battaglia tra uomini (漢の戦い?, Kan no tatakai) - 178. Tantris VS. Chion (タントリスvs.キオン?, Tantorisu vs. Kion) - 179. Tristan e Chion (トリスタンとキオン?, Torisutan to Kion) - 180. Pelliot VS. Isolde (ペリオvs.イゾルデ?, Perio vs. Izorude) - 181. La notte della disperazione (絶望の夜?, Zetsubō no yoru) - 182. Una morte crudele (残酷なる死?, Zankokunaru shi) - 183. Sentimenti non corrisposti (届かぬ想い?, Todokanu omoi) - 184. Percival VS. Mystery Package (パーシバルvs.福袋?, Pāshibaru vs. Misuterī Pakkēji) - 185. Una questione seria (重大事案?, Jūdai jian)                                             |                        |                   |                                                                             |
| 22 | 16 luglio 2025 | ISBN 978-4-06-539739-8 | —                 | —                                                                           |
| 22 | Capitoli (traduzioni letterali dei titoli) - 186. Nasiens VS. Diodora (ナシエンスvs.ディオドラ?, Nashiensu vs. Diodora) - 187. La caduta del ragazzo nell'oscurità (闇に堕ちた少年?, Yami ni ochita shōnen) - 188. Le parole del padre, i ricordi della madre (父の言葉 母の記憶?, Chichi no kotoba haha no kioku) - 189. Gawain VS. Barin (ガウェインvs.バリン?, Gawein vs. Barin) - 190. Scontro frontale (正面衝突?, Shōmen shōtotsu) - 191. Resistenza al limite (決死の抵抗?, Kesshi no teikō) - 192. Colei che infrange le regole (反則少女?, Hansoku shōjo) - 193. Per chi? (誰がために?, Dare ga tame ni) - 194. Tantris vs. Isolde (タントリスvs.イゾルテ?, Tantorisu vs. Izorute) |                        |                   |                                                                             |
| 23 | 17 settembre 2025 | ISBN 978-4-06-540661-8 | —                 | —                                                                           |

##### Capitoli non ancora in formatotankōbon
Questa lista è suscettibile di variazioni e potrebbe essere incompleta o non aggiornata.

- 195. Tristan e Isolde (トリスタンとイゾルデ?, Torisutan to Izorude)
- 196. Speranza e disperazione (絶望と希望?, Zetsubō to kibō)
- 197. Il desiderio del nonno (じいじの願い?, Jīji no negai)
- 198. Percival VS. Diodora (パーシバルvs.ディオドラ?, Pāshibaru vs. Diodora)
- 199. Il visitatore (ゲスト?, Gesuto)
- 200. Adesso o mai più! (待ったなし!!?, Matta nashi!!)
- 201. Inviato dall'abisso (奈落よりの使者?, Naraku yori no shisha)
- 202. Il più vero dei mali (真の〈四凶〉?, Shin no 〈shikyō〉)
- 203. Luce (光明?, Kōmyō)
- 204. Una resistenza fugace (儚き抵抗?, Hakanaki teikō)

### Anime
Il 10 maggio 2022 è stato annunciato un adattamento anime della serie. Intitolato The Seven Deadly Sins: Four Knights of the Apocolypse, è prodotto da Telecom Animation Film e diretto da Maki Odaira, sceneggiato da Shigeru Murakoshi, presenta il character design curato da Youichi Takada e la musica composta da Kohta Yamamoto. La sigla d'apertura, composta da Yamamoto e Hiroyuki Sawano, è UP TO ME! cantata dalle Little Glee Monster mentre quella di chiusura è Friends Are For delle Moonchild; tali brani vengono impiegati dall'episodio 1 all'11. La seconda coppia di sigle utilizzata dall'episodio 12 al 24 invece è Your Key dei JO1 (apertura) e Mikansei (未完成?) di zakinosuke. (chiusura). La serie è stata trasmessa in Giappone dall'8 ottobre 2023 al 31 marzo 2024 su TBS e relative reti affiliate.
Una seconda stagione è stata trasmessa dal 6 ottobre al 29 dicembre 2024. La sigla d'apertura è MMH degli Uverworld mentre quella di chiusura è Akairo (アカイロ?) di Hana Hope.
I diritti per la distribuzione internazionale sono stati acquistati da Netflix nell'ottobre 2023 e viene distribuita sulla piattaforma a partire dal 31 gennaio 2024. La seconda stagione è stata pubblicata il 30 gennaio 2025.

#### Episodi

##### Prima stagione
| Nº serie | Nº | Titolo italiano Giapponese 「Kanji」 - Rōmaji                                                                                     | In onda          | In onda         |
| Nº serie | Nº | Titolo italiano Giapponese 「Kanji」 - Rōmaji                                                                                     | Giapponese       | Italiano        |
| 1        | 1  | Un ragazzo in partenza 「少年は旅立つ」 - Shōnen wa tabidatsu                                                                     | 8 ottobre 2023   | 31 gennaio 2024 |
| 2        | 2  | Un potere sconosciuto 「未知なる力」 - Michinaru chikara                                                                          | 15 ottobre 2023  | 31 gennaio 2024 |
| 3        | 3  | I Quattro Cavalieri dell'Apocalisse 「〈黙示録の四騎士〉」 - Mokushiroku no yonkishi                                              | 22 ottobre 2023  | 31 gennaio 2024 |
| 4        | 4  | Il demonio della Valle dell'Eco 「木霊の谷の悪魔」 - Kodama no tani no akuma                                                      | 29 ottobre 2023  | 31 gennaio 2024 |
| 5        | 5  | Un'ulteriore decisione 「さらなる決意」 - Sara naru ketsui                                                                        | 5 novembre 2023  | 31 gennaio 2024 |
| 6        | 6  | Sistana trema 「戦慄のシスタナ」 - Senritsu shisutana                                                                             | 19 novembre 2023 | 31 gennaio 2024 |
| 7        | 7  | Il nome del potere 「その魔力の名は」 - Sono maryoku no na wa                                                                     | 26 novembre 2023 | 31 gennaio 2024 |
| 8        | 8  | Piccoli eroi 「幼き勇者たち」 - Osanaki yūsha-tachi                                                                               | 3 dicembre 2023  | 31 gennaio 2024 |
| 9        | 9  | Maestro e allievo 「師と弟子」 - Shi to deshi                                                                                     | 10 dicembre 2023 | 31 gennaio 2024 |
| 10       | 10 | Il ruggito della distruzione 「破滅の咆哮」 - Hametsu no hōkō                                                                     | 17 dicembre 2023 | 31 gennaio 2024 |
| 11       | 11 | Un vero Cavaliere Sacro 「本物の聖騎士」 - Honmono no seikishi                                                                    | 24 dicembre 2023 | 31 gennaio 2024 |
| 12       | 12 | L'esperimento malvagio 「邪悪なる試み」 - Jaaku naru kokoromi                                                                     | 7 gennaio 2024   | 27 giugno 2024  |
| 13       | 13 | Con le spalle al muro 「追いつめられる者」 - Oitsumerareru mono                                                                   | 14 gennaio 2024  | 27 giugno 2024  |
| 14       | 14 | Peccato dell'ariete 「ゴート・シン」 - Gōto Shin                                                                                  | 21 gennaio 2024  | 27 giugno 2024  |
| 15       | 15 | I Talismani dell'Oscurità 「闇のタリスマン」 - Yami no Tarisuman                                                                  | 28 gennaio 2024  | 27 giugno 2024  |
| 16       | 16 | Addio, Sin 「シンとの別れ」 - Shin to no wakare                                                                                   | 4 febbraio 2024  | 27 giugno 2024  |
| 17       | 17 | Il re di Liones 「リオネス王」 - Rionesu ō                                                                                        | 11 febbraio 2024 | 27 giugno 2024  |
| 18       | 18 | L'incontro tra i cavalieri della profezia 「予言の騎士の邂逅」 - Yogen no kishi no kaikō                                          | 18 febbraio 2024 | 27 giugno 2024  |
| 19       | 19 | Liones incandescente 「灼熱のリオネス」 - Shakunetsu no Rionesu                                                                   | 25 febbraio 2024 | 27 giugno 2024  |
| 20       | 20 | Domare un cavallo pazzo 「じゃじゃ馬ならし」 - Jaja uma narashi                                                                   | 3 marzo 2024     | 27 giugno 2024  |
| 21       | 21 | Cavalieri dell'Apocalisse VS. Apostoli del Caos 「〈黙示録の四騎士〉 VS 混沌の使徒」 - Mokushiroku no Yonkishi VS konton no shito | 10 marzo 2024    | 27 giugno 2024  |
| 22       | 22 | Cuore di fuoco e ghiaccio 「凍てつき燃ゆる心」 - Itetsuki moyuru kokoro                                                           | 17 marzo 2024    | 27 giugno 2024  |
| 23       | 23 | Cavalieri Sacri del Regno VS. Melagaland 「王国聖騎士 VS メラガラン」 - Ōkoku seikishi VS Meragaran                               | 24 marzo 2024    | 27 giugno 2024  |
| 24       | 24 | Avvento 「降臨」 - Kōrin | 31 marzo 2024    | 27 giugno 2024  |

##### Seconda stagione
| Nº serie | Nº | Titolo italiano Giapponese 「Kanji」 - Rōmaji                         | In onda          | In onda         |
| Nº serie | Nº | Titolo italiano Giapponese 「Kanji」 - Rōmaji                         | Giapponese       | Italiano        |
| 25       | 1  | Il potere del re 「王の威光」 - Ō no ikō                              | 6 ottobre 2024   | 30 gennaio 2025 |
| 26       | 2  | Pronti all'addio 「別れの決意」 - Wakare no ketsui                    | 13 ottobre 2024  | 30 gennaio 2025 |
| 27       | 3  | Guinevere 「ギネヴィア」 - Ginevia                                    | 20 ottobre 2024  | 30 gennaio 2025 |
| 28       | 4  | Il confronto 「対峙」 - Taiji                                         | 27 ottobre 2024  | 30 gennaio 2025 |
| 29       | 5  | Battaglia in città 「壁の町の戦い」 - Kabe no machi no tatakai        | 10 novembre 2024 | 30 gennaio 2025 |
| 30       | 6  | Fiamme della memoria 「追想の炎」 - Tsuisō no honō                    | 17 novembre 2024 | 30 gennaio 2025 |
| 31       | 7  | Il re folle 「狂王」 - Kyō-ō                                          | 24 novembre 2024 | 30 gennaio 2025 |
| 32       | 8  | Il salvatore 「救い主様」 - Sukuinushi-sama                           | 1º dicembre 2024 | 30 gennaio 2025 |
| 33       | 9  | Una grossa calamità 「災いのベヒモス」 - Wazawai no Behimosu          | 8 dicembre 2024  | 30 gennaio 2025 |
| 34       | 10 | Cuori indecisi 「揺れるココロ」 - Yureru kokoro                       | 15 dicembre 2024 | 30 gennaio 2025 |
| 35       | 11 | Il ragazzo del destino 「宿命の少年」 - Shukumei no shōnen            | 22 dicembre 2024 | 30 gennaio 2025 |
| 36       | 12 | Il banchetto degli audaci 「強者たちの宴」 - Tsuwamono-tachi no utage | 29 dicembre 2024 | 30 gennaio 2025 |